# 明祥
明祥株式会社（めいしょう）はアルフレッサ ホールディングス傘下で、石川県金沢市に本社を置く医薬品や医療用機器などの卸売を行う企業である。

## 沿革
- 1963年12月：金沢市で明希株式会社として設立。
- 1982年：駒屋薬品を合併。
- 1998年：明希を存続会社として富山市のカサマツと合併。社名をカサマツ明希とする。
- 2000年12月：カサマツ明希を存続会社として金沢市の北邦医薬と合併。現社名に商号変更。
- 2005年2月1日：アルフレッサに新潟県内の営業権を全面譲渡。一方で石川、福井両県における営業権をアルフレッサから譲受。
- 2006年4月1日：アルフレッサ ホールディングスと経営統合。
- 2006年10月：一般用医薬品の営業権を名古屋市のシーエス薬品に譲渡。

## 事業所一覧
- 石川県：本社、金沢支店、小松支店、七尾支店
- 福井県：福井支店、敦賀支店
- 富山県：富山支店、高岡支店